# Colonel By Secondary School
Colonel By Secondary School est une école secondaire canadienne de l'Ottawa-Carleton District School Board (OCDSB). Elle est située à Beacon Hill (en), un quartier de Gloucester (Ontario), en banlieue d'Ottawa. C'est la seule école anglophone d'Ottawa qui offre le Baccalauréat international.
Colonel By est classée par l'Institut Fraser comme la meilleure école secondaire dOttawa, et la troisième de la province.